# Pocomoke River
Pocomoke River s'étend sur environ 106 km du sud du Delaware jusqu’au sud-est du Maryland aux États-Unis. À son embouchure, la rivière est essentiellement un bras de la baie de Chesapeake, tandis que la rivière supérieure coule à travers une série de zones humides relativement inaccessibles appelée le Great Cypress Swamp, en grande partie peuplée par de pins torches, d'érables rouges et de cyprès chauves. C'est la rivière la plus à l'est qui se jette dans la baie de Chesapeake. 

## Source
- (en) Cet article est partiellement ou en totalité issu de l’article de Wikipédia en anglais intitulé « Nanticoke River » (voir la liste des auteurs).